# مجله آنستزیولوژی
مجله آنستزیولوژی، مجله‌ای است در حوزه علوم پزشکی که به صورت اختصاصی به علم بیهوشی پرداخته و توسط انجمن متخصصین بیهوشی آمریکا نگاشته شده و توسط انتشارات (به انگلیسی: Lippincott Williams & Wilkins) منتشر می‌شود. طبق گزارش استنادی مجلات، ضریب تأثیر این مجله در سال ۲۰۱۲ میزان ۵٫۱۶۳ بوده و در بین ۲۹ مجله بیهوشی رتبه دوم را داراست.